# Luis Segovia
Luis Geovanny Segovia Vega (ur. 26 października 1997 w Quito) – ekwadorski piłkarz występujący na pozycji środkowego obrońcy, reprezentant Ekwadoru, od 2023 roku zawodnik belgijskiego RWD Molenbeek.